# فیودور یکم
فیودور یکم (به روسی: Фёдор I) (۱۰ ژوئن ۱۵۵۷ – ۱۷ ژانویه ۱۵۹۸) ملقب به متبرک (به روسی: благоверный) دومین تزار تمام روسیه بود که از سال ۱۵۸۴ تا زمان مرگش در ۱۵۹۸ میلادی بر روسیه تزاری حکومت کرد. او تنها پسر زنده مانده ایوان مخوف، نخستین تزار روسیه از همسر اولش آناستازیا رومانوفنا بود.
زمانی که ایوان مخوف در سال ۱۵۸۴ مرد، از آنجا که تنها تزارویچ شایسته خودش یعنی ایوان ایوانوویچ را به قتل رسانده بود، فئودور جانشین پدرش و دومین تزار روسیه شد. او مردی پرهیزکار با خلق‌وخوی گوشه‌گیر بود و احتمالاً از ناتوانی ذهنی رنج می‌برد. از این رو علاقه‌ای به کشورداری نداشت و در تمام دوره سلطنتش، کشور در عمل به دست برادرزنش بوریس گودونوف اداره می‌شد. بوریس بویاری بود که تزار فئودور در سال ۱۵۸۰ با خواهرش ایرینا گودونوفا ازدواج کرده بود. از آنجا که فیودور یکم هیچ فرزند زنده‌ای نداشت، گفته می‌شد که در بستر مرگ تاج‌وتخت را به همسرش ایرینا واگذار کرد و پاتریارک ایوب، بوریس گودونوف و فئودور رومانوف (که بعدها پاتریارک فیلارت نام گرفت) را به عنوان مشاوران اصلی او منصوب نمود. با این حال، ایرینا به صومعه‌ای رفت (یا فرستاده شد) و برادرش بوریس جای او را گرفت. فیودور یکم در سال ۱۵۹۸ بدون بر جای گذاشتن وارثی درگذشت که موجب انقراض دودمان کهن روریک شد و روسیه تزاری را به برهه فاجعه‌بار زمان مشکلات سوق داد.